# Hypena madefactalis
Hypena madefactalis is een nachtvlinder uit de familie van de spinneruilen (Erebidae).
De soort wordt gevonden van het uiterste zuiden van Canada (Quebec) tot Texas en Georgia in het zuiden van de Verenigde Staten. 
De spanwijdte bedraagt 25 tot 32 millimeter. De vliegtijd is van april tot augustus. De waardplanten van de soort zijn soorten walnoot (Juglans), met name zwarte walnoot (Juglans nigra) en Juglans cinerea